# Xã Ashley, Quận Washington, Illinois
Xã Ashley (tiếng Anh: Ashley Township) là một xã thuộc quận Washington, tiểu bang Illinois, Hoa Kỳ. Năm 2010, dân số của xã này là 816 người.